# 233383 Assisneto
233383 Assisneto è un asteroide della fascia principale. Scoperto nel 2006, presenta un'orbita caratterizzata da un semiasse maggiore pari a 2,5838806 UA e da un'eccentricità di 0,1849766, inclinata di 5,44430° rispetto all'eclittica.